# Mansa, Punjab
Mansa är en stad i den indiska delstaten Punjab, och är huvudort för ett distrikt med samma namn. Folkmängden uppgick till 82 956 invånare vid folkräkningen 2011.